# Heidi (film 2001)
Heidi è un film del 2001 diretto da Markus Imboden.
Il soggetto è basato sull'omonimo romanzo di Johanna Spyri.
È l'ultimo film in cui Paolo Villaggio è protagonista.

## Trama
Heidi ha cinque anni e vive con sua zia Dete a Bad Ragaz, da quando i genitori sono deceduti: il papà Tobias, carpentiere, morto sotto una trave, la mamma Adelheid, sorella di Dete, morta di crepacuore. Ora è morta anche la nonna materna di Heidi, e Dete, che ha trovato lavoro presso una famiglia ricca di Francoforte, non sentendosela di portarsi dietro anche la bambina, decide di portarla dal nonno, il padre di Tobias, un uomo solitario che ha deciso, nel corso della sua vita, di isolarsi in una baita sul costone di un monte, spazzata quindi ad ogni ora e in ogni stagione dal forte vento alpino. La baita è dipendenza del paese di Dörfli, dove tutti sparlano di tutto e, naturalmente, del vecchio, che nel libro è conosciuto solo come "vecchio dell'alpe".